# تیوسیانات کبالت (II)
تیوسیانات کبالت(II) (به انگلیسی: Cobalt(II) thiocyanate) یک ترکیب شیمیایی با شناسه پاب‌کم ۱۸۱۷۴ است که جرم مولی آن 175.098 g/mol می‌باشد. 